# 黑爾冰川
72°13′S 100°33′W / 72.217°S 100.550°W
黑爾冰川是南極洲的冰川，位於埃爾斯沃思地，處於瑟斯頓島的辛普森山以東，全長11公里，最終在皮考克峽灣注入阿博特冰架。